# Библиотека от Наг Хамади
Библиотеката от Наг Хамади (известна също и като Гностически евангелия) е колекция от раннохристиянски гностически текстове на коптски език.
Открити са в близост до град Наг Хамади през 1945 г. Същата година 12 папируса, обвити в кожа, са открити от местен жител на име Мохамед Али Самман (Mohammed Ali Samman). Писанията във въпросните кодекси обхващат 52 трактата, основно гностически.
В своето „Въведение по книгите от библиотеката на Наг Хамади“ (на английски език) Джеймс Робинсън (James Robinson) предполага, че тези кодекси са принадлежали на манастира „Свети Пахомий Велики“, който се намирал в околността, и са заровени около 367 г. н.е., когато е забранена употребата на евангелия, отхвърлени от църковния канон.
Известни текстове от ръкописите:
- Евангелие от Тома
- Евангелие от Филип